# Forssa
Forssa er en by og en kommune i Egentliga Tavastland, Finland. Den ligger næsten præcist i centrum for trekanten, der udgøres af Finlands tre største byer, Helsingfors, Turku og Tampere. Forssa har 17.201 indbyggere (pr. 2017). Byen er rent finsksproget.
Den er kendt for kulturelle begivenheder som Holjat Festival, Pick-Nick (en sammenkomst for bilentusiaster) og Suvi-ilta-maratonløbet. Der findes en ganske populær travbane i byen.

## Venskabsbyer
Forssa er venskabsby med følgende byer:
- Södertälje (Sverige)
- Sarpsborg (Norge)
- Struer (Danmark)
- Serpukov (Rusland)
- Gödöllő (Ungarn)
- Sault Sainte Marie (Canada)